# Joan Brossa i Cuervo
Joan Brossa i Cuervo (Barcelona (Catalonië), 18 januari 1919 – aldaar, 30 december 1998) was een Catalaanse dichter, grafisch kunstenaar en theaterontwerper. Hij wordt beschouwd als een van de belangrijkste avant-gardistische kunstenaars van zijn tijd.

## Biografie
Hij is in Barcelona geboren, in de nu verdwenen Wagnerstraat in de wijk Sant Gervasi de Cassoles. Zijn vader was een etser, zijn moeder een huisvrouw uit een relatief conservatieve familie. Ofschoon hij zich beter voelde aan vaderskant, moest hij, na het voortijdige overlijden van zijn vader bij de familie van zijn moeder intrekken.
Van zijn schoolse opleiding was hij weinig te spreken. Een van zijn befaamde uitdrukkingen was «les coses importants s'aprenen però no s'ensenyen» (echt belangrijke dingen leer je, maar ze worden niet onderwezen).
Zijn eerste literaire werk ontstond toen hij 18 was en tijdens de Spaanse Burgeroorlog in Lleida in het republikeinse kamp meevocht. Hij schreef een bijdrage voor het strijdblad van de frontsoldaten. Na de nederlaag moest hij zijn militaire dienst in Salamanca doen. In 1941 kwam hij naar Barcelona terug en geraakte bevriend met J.V. Foix, Joan Miró i Ferrà en Joan Prats i Vallès, de belangrijkste vertegenwoordigers van de vooroorlogse avant-garde. In 1948 had zijn ontmoeting met João Cabral de Melo Neto, een Braziliaanse dichter en toenmalig Viceconsul in Barcelona een grote invloed op het sociaal engagement dat in zijn bundel Em va fer Joan Brossa (Joan Brossa heeft mij gemaakt) uit 1952 tot uiting kwam. Dit werk wordt als een van de eerste voorbeelden van "anti-poëzie" beschouwd.
In 1947 heeft ie met een groepje gelijkgezinden het eerste en het enige exemplaar van het tijdschrift Algol uitgegeven. Het jaar daarop volgde een nieuw tijdschrift, het avant-gardistische Dau al set, samen met Antoni Tàpies, Joan Ponç, Joan-Josep Tharrats, Modest Cuixart, Arnau Puig. In 1949 verscheen zijn eerste dichtbundel Sonets de Caruixa en in 1951 volgden de eerste theateruitvoeringen in intieme kring: avant-gardistische initiatieven hadden het moeilijk in het franquistische Spanje. Publieke erkenning kreeg hij pas veel later met zijn bundel Poesia Rasa uit 1970, een verzameling van zeventien boeken die voordien op heel beperkte oplage verschenen waren samen met onuitgegeven werk.
De eigenlijke doorbraak kwam pas na het overlijden van Franco en de terugkeer van de democratie in Spanje in 1978. In zijn affiches voor populaire culturele evenementen bruist het gevoel van de nieuw gewonnen vrijheid. Zijn boeken kunnen nu eindelijk ongecensureerd verschijnen, het Catalaans wordt niet meer vervolgd. Kort daarop krijgt hij de eerste opdrachten van de overheid. In 1984 wordt zijn Begaanbaar concreet gedicht als eerste stadsgedicht nabij de Velodroom in Barcelona onthuld. Naast zijn gewone literaire werk wordt dat van dan af een constante in zijn artistieke productie.
Zijn leven lang heeft hij met kunstenaars uit alle mogelijke branches samengewerkt: schilders, beeldhouwers, musici, fotografen... zoals onder meer: Antoni Tàpies, Joan Ponç, Joan Miró, Modest Cuixart, Eduardo Chillida, Pere Portabella, Josep Maria Mestres Quadreny, Perejaume, Frederic Amat, Moisès Villèlia, Hausson, Carles Santos, Pep Bou, Chema Madoz, Carlos Atanes en Fernando Krahn. Brossa, Josep Maria Junoy i Muns, Carles Sindreu, Guillem Viladot en Josep Iglésias del Marquet worden beschouwd als de grondleggers van de concrete poëzie in Catalonië, die ook op hedendaagse auteurs grote invloed uitoefenen.
Ofschoon zijn plastisch werk slechts een klein deel van zijn artistieke productie uitmaakt, is het vooral daardoor dat hij ook ver buiten de grenzen bekend geworden is. Hijzelf beschouwde zich niet als een beeldhouwer, omdat hij de werken wel ontwierp, maar voor de uitvoering ervan een beroep op andere kunstenaars deed.
Hij is overleden op 30 december 1998 ten gevolge van een hersenbloeding na een ongelukkige val. Een paar weken later zou hem door de UAB (Autonome Universiteit van Barcelona) ter gelegenheid van zijn tachtigste verjaardag toegekend worden. Hij heeft het postuum alsnog gekregen.

## Werk in het Nederlands vertaald
- Tegen de liefde, vertaald door Bob de Nijs.[2]
- De tuin van de koningin, Je gaat naar beneden en Ik lak, vertaald door Madelon Zuyderhoff.[3]
- Tegen de liefde, vertaald door Bob de Nijs[4]
- Pauze. Hommage aan Pompeu Fabra, vertaald door Madelon Zuyderhoff.[5]
- Sextina van de voorouderlijke herinnering, vertaald door Germain Droogenbroodt.[6]

## Prijzen en onderscheidingen
Als erkenning voor zijn bijdrage tot de ontwikkeling van de dramatische kunsten werd in 1997 een nieuwe theaterzaal, in het omgebouwde voormalige Theater Tarantana omgedoopt in Espai escènic Joan Brossa. In oktober 1999 werd in Barcelona de Stichting Joan Brossa opgericht en in mei 2006 met een nieuwe permanente tentoonstellingsruimte uitgebreid.
- 1971: Serra d'Or-kritiekprijs voor literatuur en essay voor Poesia rasa.
- 1974: Serra d'Or-kritiekprijs voor literatuur en essay voor Poesia escènica, vol III en Cappare.
- 1978: Serra d'Or-kritiekprijs voor literatuur en essay voor zijn bundel Poemes de seny i cabell.
- 1981: Premi Lletra d'Or voor Rua de Llibres
- 1987: Ciutat de Barcelona (Prijs van de stad Barcelona)
- 1988: Picassomedaille van UNESCO
- 1992: Premi Nacional d'Arts Plàstiques
- 1995: Gouden medaille voor de verdienste in de Schone kunsten (Medalla de Oro al Mérito en las Bellas Artes) (Spanje)
- 1996: Premi Nacional de Poesia (Nationale poëzieprijs)
- 1996: Serra d'Or-kritiekprijs voor literatuur en essay voor Passat festes
- 1996: Premi "Estrella" van de Regio Madrid.
- 1998: Premi Nacional de Teatre (Nationale theaterprijs)
- 1998: Gouden medaille van de "Círculo de Bellas Artes" uit Madrid.
- 1999: (postuum), doctor honoris causa van de Autonome Universiteit van Barcelona. De ceremonie was aangekondigd ter gelegenheid van zijn tachtigste verjaardag, maar de artiest is kort voordien plotseling overleden

## Afbeeldingen

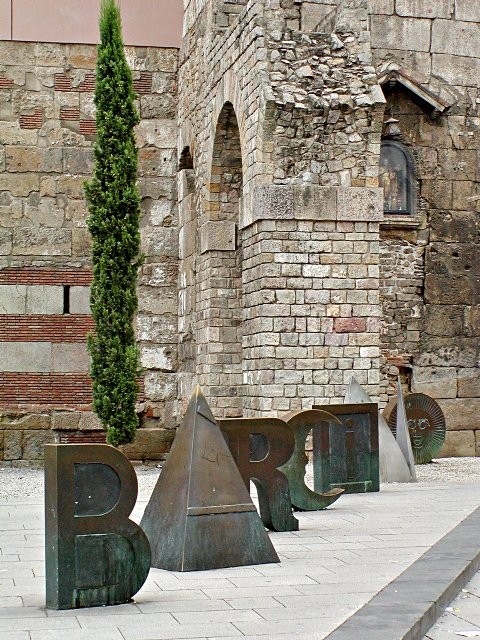
“Lijfelijk gedicht” Barcino (1994) Plaça Nova, Barcelona
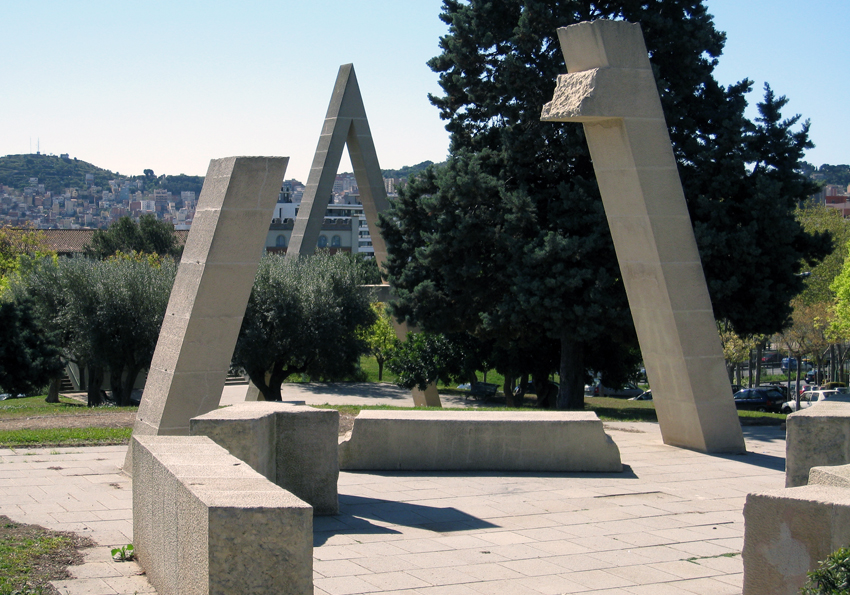
Poema visual transitable en tres temps, 3. Final, (in het Nederlands: "Begaanbaar concreet gedicht in drie tijden. 3.Einde") (1984)
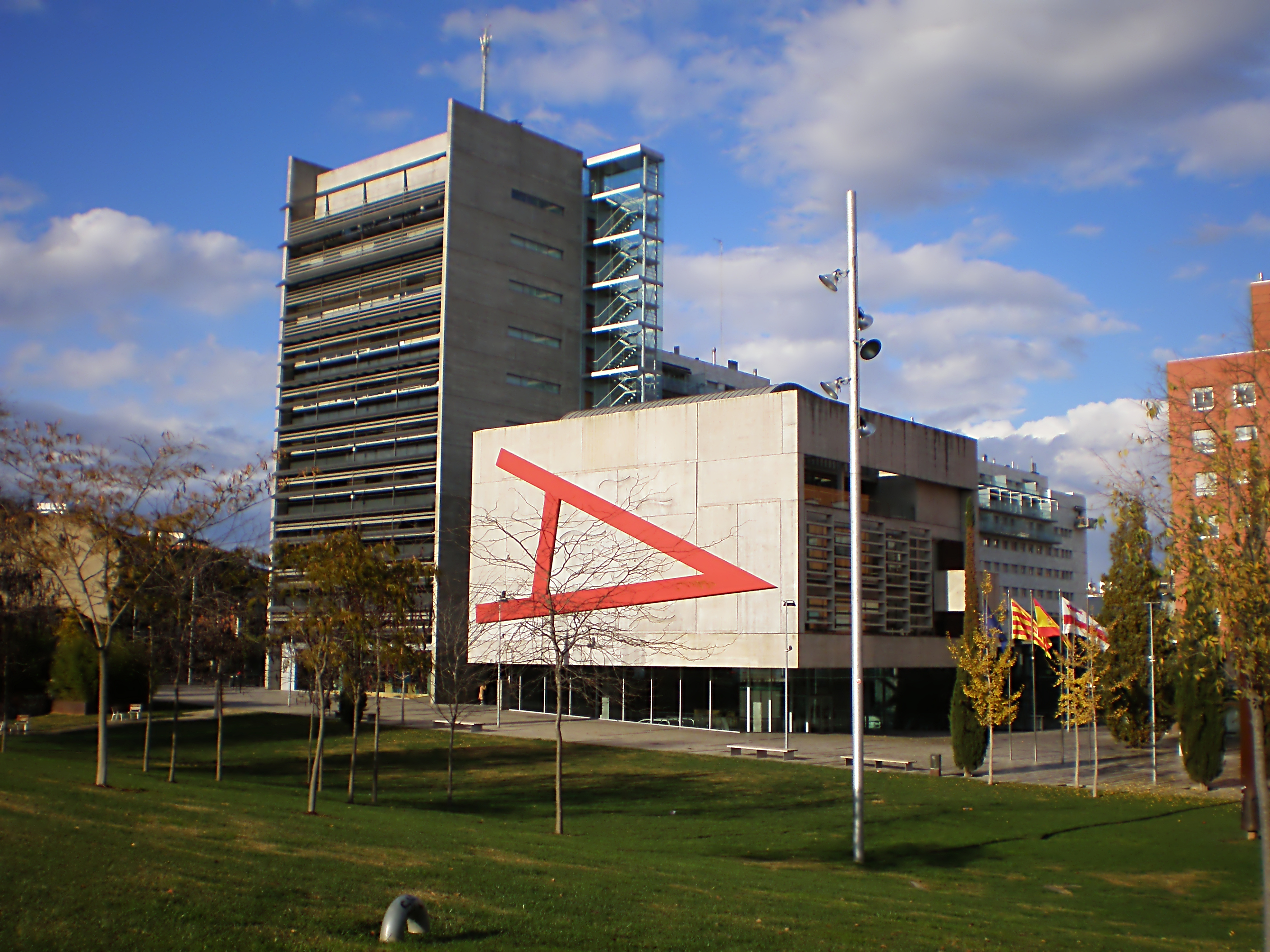
Stadhuis van Mollet del Vallès- A ajaguda amb peix (in het Nederlands: Rustplaats in de lommer met vis)
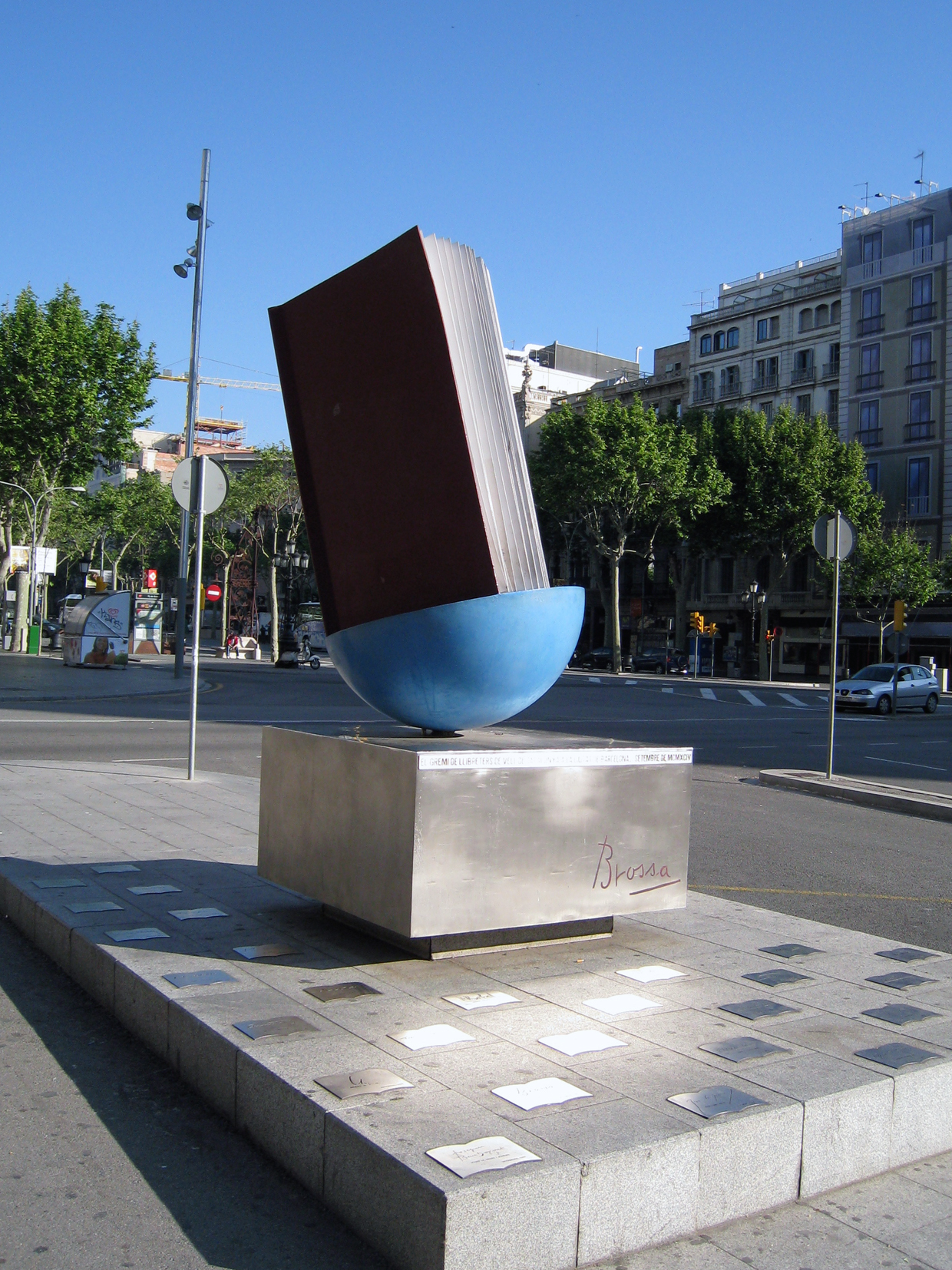
Homenatge al llibre, concreet gedicht naar een ontwerp uit 1994 van Joan Brossa op het kruispunt van de Passeig de Gràcia met de Gran Via in Barcelona geschonken door de Catalaanse vereniging van antiquariaathouders (Gremi de llibreters de vell de Catalunya)

- Biblioteca Nacional de España: XX873396
- Bibliothèque nationale de France: cb11885833q (data)
- Catàleg d'autoritats de noms i títols de Catalunya: 981058519987406706
- Gemeinsame Normdatei: 118870068
- International Standard Name Identifier: 0000 0001 1698 1737
- Library of Congress Control Number: n79111453
- Nationale Bibliotheek van Letland: 000173856
- Nationale Bibliotheek van Tsjechië: kup19990000011367
- Nationale bibliotheek van Australië: 35683237
- Nationale Bibliotheek van Israël: 987007274961905171
- Nationale Bibliotheek van Polen: a0000003046557
- Nederlandse Thesaurus van Auteursnamen: 097566365
- PIC: 281802
- RKD-Nederlands Instituut voor Kunstgeschiedenis: 246278
- SNAC: w6v69pbt
- Système universitaire de documentation: 026650665
- Trove: 1040875
- Union List of Artist Names: 500271680
- Virtual International Authority File: 109580884
- WorldCat: E39PBJghvJXhMpqcD8Jrxj9CcP